# Ambrosius Benson
Ambrosius Benson (Lombardije, ca. 1495 - Brugge, 1550) was een Italiaans kunstschilder.

## Italiaanse schilder te Brugge
Hij vestigde zich in 1518 als schilder te Brugge, waar hij werkzaam was in het atelier van Gerard David.
Vanaf 1519 was Benson vrijmeester van het Brugse schildersambacht en richtte hij een eigen atelier op. Hij had er contact met de Brugse schilders Adriaen Isenbrant en Albert Cornelis. Hij wordt samen met hen en Gerard David beschouwd als de belangrijkste vertegenwoordiger van de Brugse schilderkunst tijdens de 16de eeuw. Hij kende heel wat succes als schilder van portretten, religieuze voorstellingen en ook genretaferelen. Benson huwde een eerste maal met Anna Ghyselin met wie hij twee zonen had, nl. Willem Benson (+1574) en Jan Benson (gestorven voor 1581). Ambrosius Benson huwde een tweede maal met Josyne Michiels, met wie hij een dochter had. Naast zijn twee zonen worden ook Joachim Spaers en Jacob Vinson als zijn leerlingen genoemd.

## Werken
In het Groeningemuseum te Brugge worden van hem verschillende schilderijen bewaard: o.a. Maria met Kind, De Rust tijdens de vlucht naar Egypte, een Triptiek met Maria en Kind, de Heilige Maria Magdalena en het portret van Otto Stochoven. Andere werken van hem zijn o.a. De Bewening van Christus (Brugge), triptiek met de heilige Antonius van Padua (Brussel, Koninklijke Musea voor Schone Kunsten van België) en de pendantportretten van Cornelis de Schepper en Elisabeth Donche (Sydney, Art Gallery of New South Wales). Te Antwerpen bevindt zich De Verheerlijking van de Heilige Maagd (Koninklijk Museum voor Schone Kunsten) en Portret van Jean Wyts, watergraaf van Mechelen (The Phoebus Foundation).

## Galerij

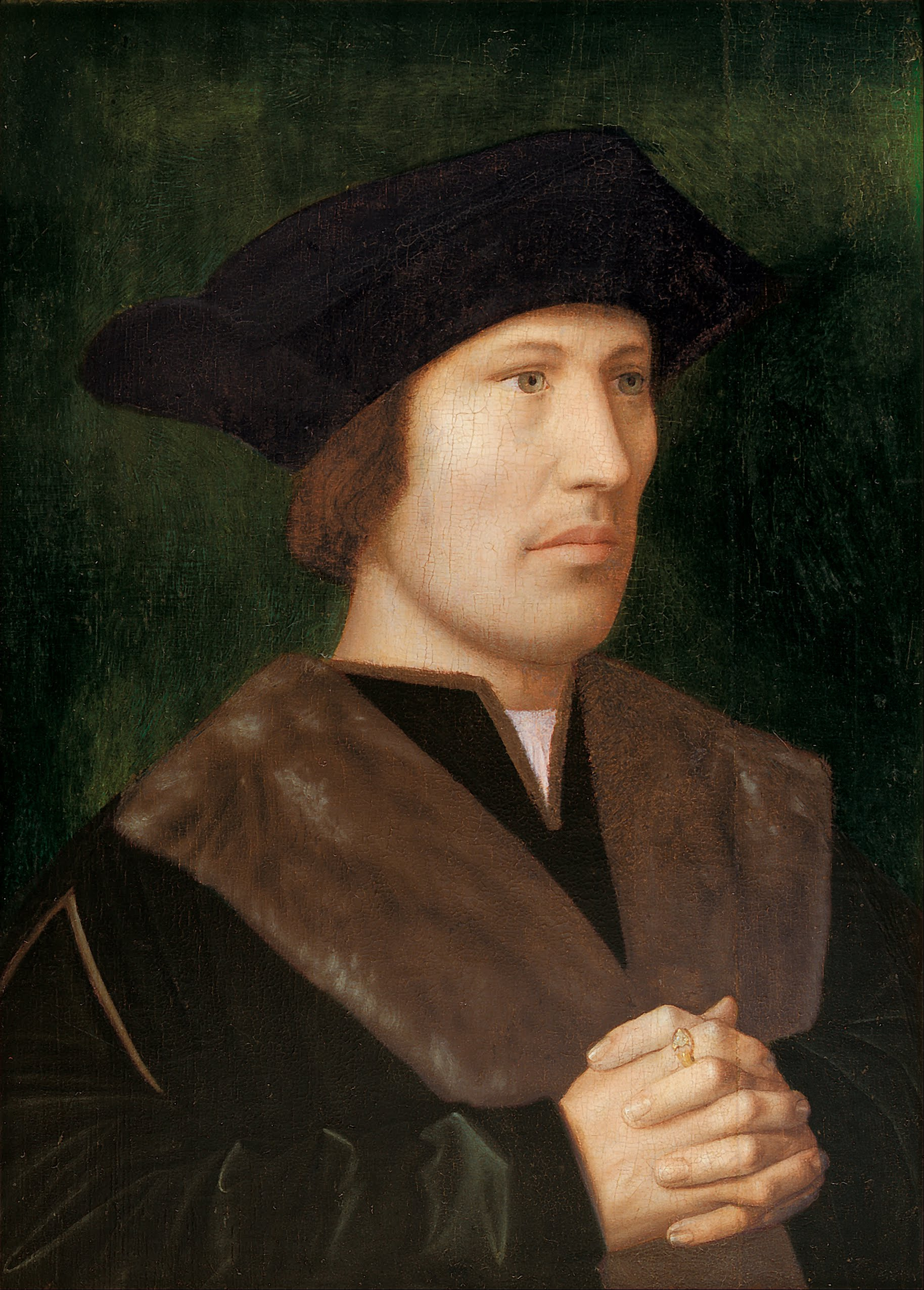
Biddende man (Art Gallery of South Australia)
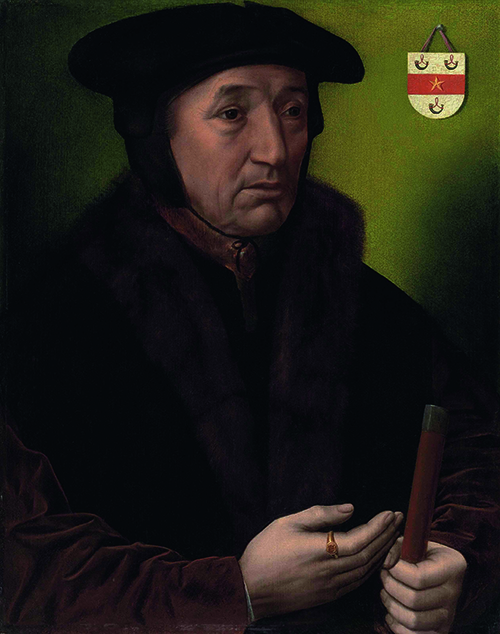
Portret van Jean Wyts, watergraaf van Mechelen, 1520-1530, The Phoebus Foundation.
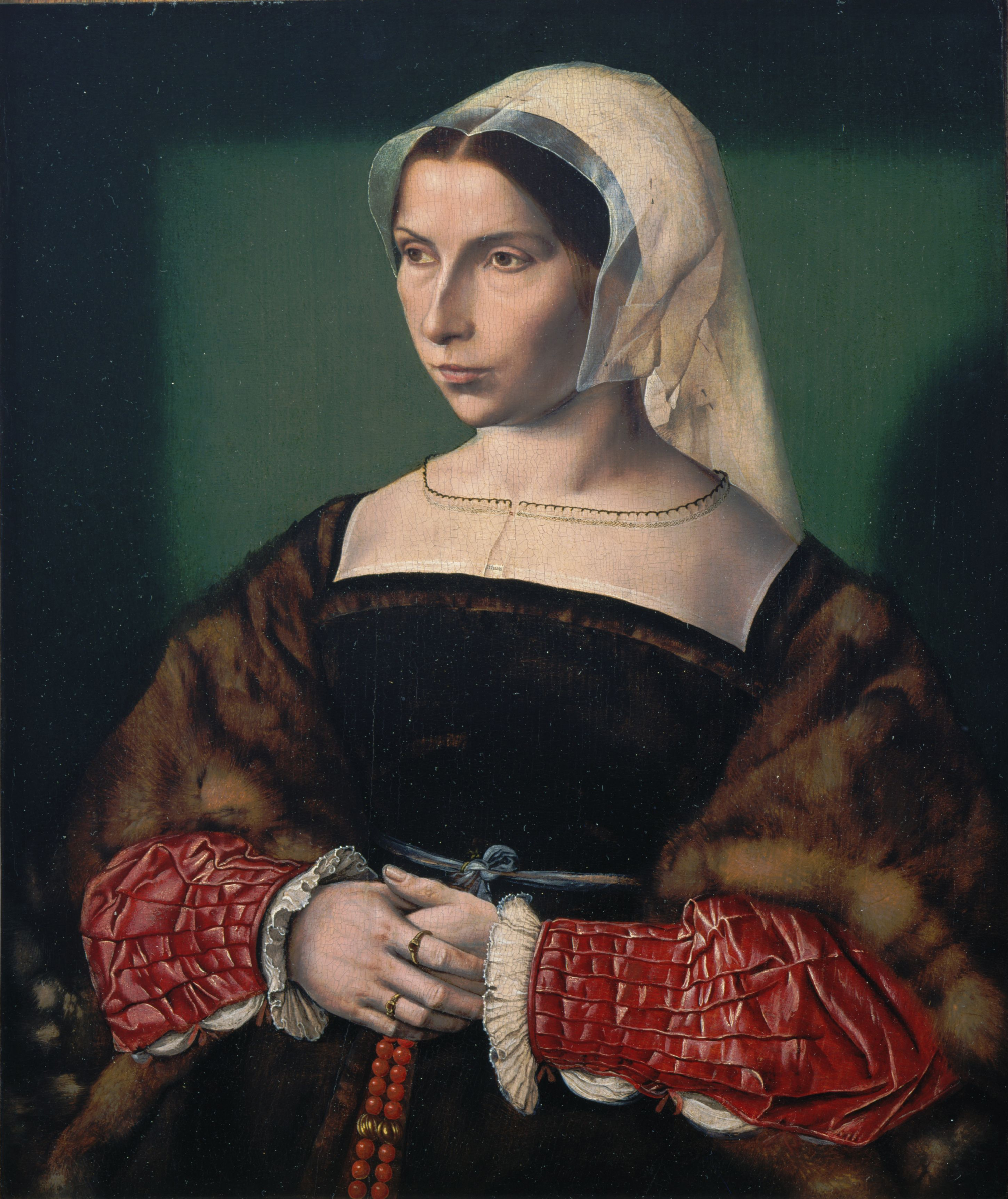
Portret van Anne Hastings, ca. 1535, Saint Louis Art Museum.
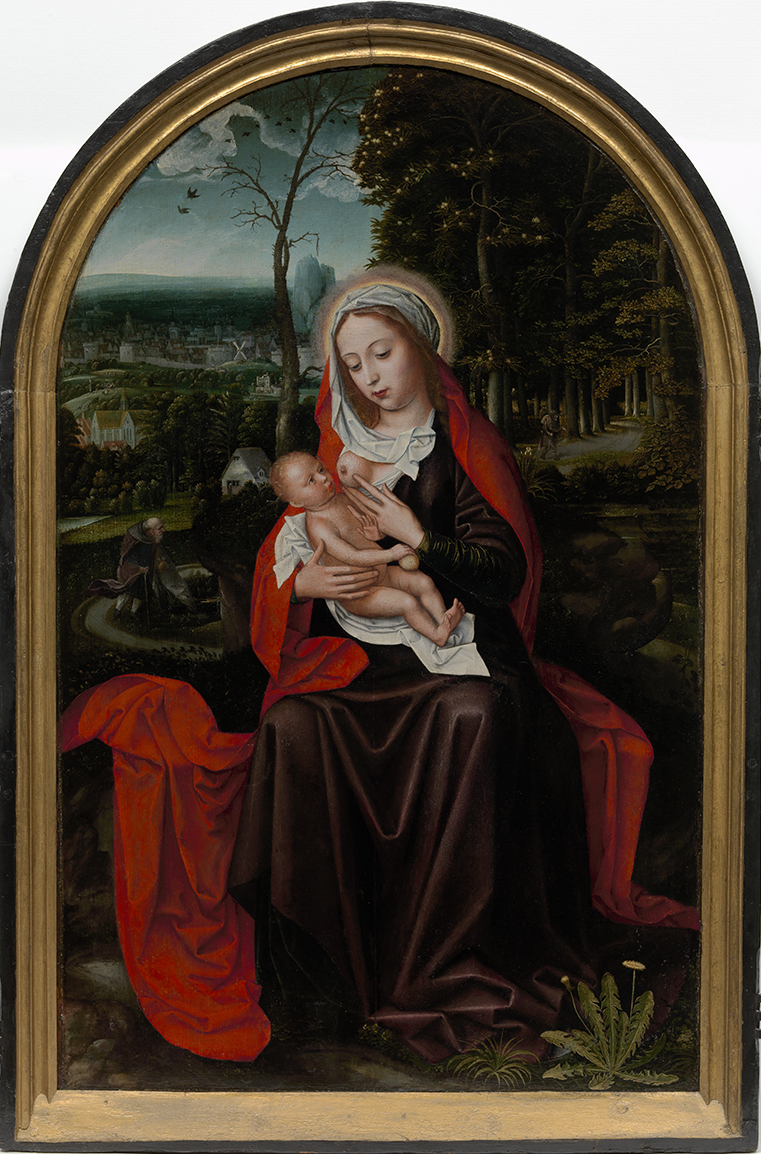
Rust tijdens de vlucht naar Egypte, tussen 1530-1550, Groeningemuseum.
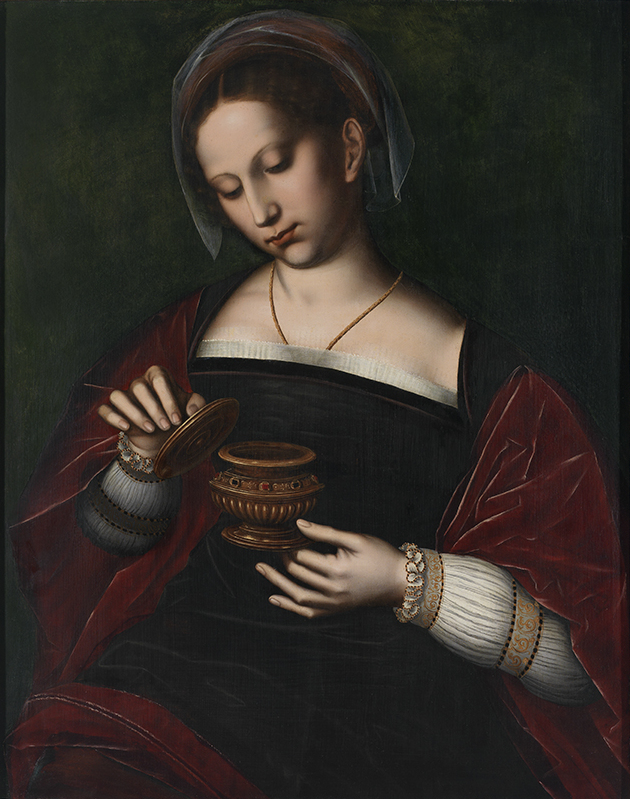
Heilige Maria Magdalena, tussen 1526-1550, Groeningemuseum.